# ちん里う本店
株式会社ちん里う本店（ちんりうほんてん）は、神奈川県小田原市に店舗を構える梅関連商品の専門店である。取扱商品は、梅干しや梅・紫蘇の加工品、菓子、梅酒など。

## 沿革
創業者である小峯門弥は、嘉永年間、小田原藩主大久保忠礼に料理番として仕えていた。明治維新後、料理の腕を活かして1871年（明治4年）に料亭「枕流亭（ちんりゅうてい）」を創業した。屋号は旧主の大久保忠礼が、『晋書』の故事「漱石枕流」にちなんで命名したものである。二代目の小峯徳二郎が、料亭で評判を集めた漬物と菓子の販売を始め、屋号も「ちん里う本店」と改めて今日に至っている。
小田原駅前にある本店は、2009年（平成21年）4月に大幅に改装され、専門店色をより濃く打ち出している。同年12月には、神奈川県知事と神奈川県商工会議所連合会会頭より、「優良小売店」として表彰されている。

## 商品
ちん里う本店の主力商品群である「昔ながらの梅干」は、小田原産の梅と塩のみを使用する伝統的な製法により作られている。同店によれば、梅は極上の完熟梅を使用している。梅干しのほか、梅・紫蘇の商品、菓子と梅酒の販売をしている。